# Aprenentatge funcional
L'aprenentatge funcional fa referència al fet que el coneixement adquirit es podrà aplicar dintre de qualsevol context i situació (diferents d'aquells on es va originar) on tengui sentit i també a aquell que és necessari i útil per dur a terme aprenentatges posteriors amb èxit.